# 冯建梅强制引产事件

邓吉元在他的新浪微博上发布的冯建梅照片，被马赛克处理的部分为死婴。

冯建梅强制引产事件，官方称镇坪县妇女冯建梅大月份引产事件，是指2012年6月2日中国陕西省镇坪县怀有第二胎七个月的妇女冯建梅被注射引产针强制引产的事件，地方官员要求冯建梅缴纳违反计划生育一孩政策的4万元罚款。两人无力缴纳罚款费用，随后地方官员逮捕冯建梅，迫使她签订引产协议后，把她放倒注射堕胎药。据报事件使冯建梅精神受创，身体状况欠佳。
6月11日，家属发布冯建梅夭折孩子的照片。图片在网上疯传，在中国国内引发争议，引起国际社会关注强制引产问题，中国政府对此作出回应展开调查。6月26日，调查组确认冯建梅不具有生育第二胎的法定权利，但尽管如此，她的权利遭到当地计划生育局的侵犯，因此两名官员被撤职，另有五人受惩处。6月27日，国家人口和计划生育委员会向全国各地派出督查队伍，审查地方计划生育部门的做法。冯建梅的丈夫邓吉元聘请律师追究刑事责任，但家属最后决定庭外和解。
事件导致中国的计划生育政策在国内和国际上受到更多的关注。冯建梅的案子经常出现在批评计划生育的社论中，也是互联网在政府审查环境中赋予普通民众权力的一个例子。7月5日，欧洲议会通过一项谴责冯建梅案和强制引产的决议。2016年1月1日，经过连月来的讨论，一孩政策被两孩政策取代。

## 背景

### 计划生育
自1979年以来，为控制人口数量，执行“一孩半”政策，即依照法律，在城市的中国夫妇只能生育一个小孩，在生活在农村地区以及有少数民族背景的家庭生育，如果第一个孩子为女孩，则可以生育第二个孩子，农村的实际执行情况，执行政策较松的地区，生两个孩子并不罕见。独立人口学家何亚福表示，近年来这种罚款很常见，“成为计划生育部门收益主要来源”。他补充道，罚款允许富裕的家庭生育额外的孩子，同时迫使较穷困的家庭非自愿堕胎。罚款每年为政府帶來约200亿元的收入。何亚福估计，1980年以来收集的罚款超过2兆元人民币。
2001年，首次颁布的《中华人民共和国人口与计划生育法》规定对于在计划生育法工作中侵犯人身权和财产的国家机关工作人员要施以惩罚。此外，中國的法律禁止在怀孕六个月以上堕胎。然而，人权团体和计划生育政策批评人士认为，法律施行不统一，许多地区的地方官员仍然实施强制性灭绝和（或）强制堕胎，有时是在胎儿存活的第7到9月内。包括山西省在内的十个省份中，当局被允许采取“补救措施”，确保怀孕配额不超额。2005年，维权人士陈光诚揭秘山东省临沂市地方政府在计划生育工作上存在强迫二胎孕妇堕胎、引产等野蛮行为遭到政府监禁。2005年，陈光诚代表被迫绝育或堕胎的夫妇提起集体诉讼，随后被判处七年有期徒刑，后改为软禁，最终于2012年移居美国。

### 冯建梅夫妇
冯建梅（1989年12月25日 - ），出生于内蒙古呼伦贝尔盟根河市，后跟随丈夫邓吉元来到陕西省安康市镇坪县曾家镇渔坪村居住。2006年9月1日，她与丈夫邓吉元结婚，2007年诞下一女。2011年10月，时年22岁的冯建梅怀有第二胎。听完亲戚们的建议，冯建梅和丈夫认为，由于生活在农村地区，加上相隔五年怀上第二胎，他们理应有权生育第二胎。据镇坪县官员介绍，政府曾于2012年3月联络冯建梅，告知她她属于外省籍非农业户口，需要办理户口迁移以及生育证明等相关手续才能进行二胎生育。。但邓家否认这一说法，表示事发前几天官员没告知他们这件事。

## 经过
2012年5月28日左右，当地计划生育工作人员打电话给冯建梅，劝说堕胎未果。5月30日，计生人员登门拜访，当时冯的丈夫外出工作。一开始计生人员试图说服她自愿堕胎。几个小时后，冯建梅告诉他们她要外出买东西吃，把他们留在客厅内。实际上，她是去了姨妈家，当时有大约15名工作人员尾随她。计生人员没有立刻控制冯建梅，而是在姨妈家对她加以轮到看护。第二天早上，冯建梅出逃，计生人员恐慌。途中，冯建梅截停一辆面包车，说服司机帮助她。司机载着她离开大路，她在之后的14个小时中躲在山坡上，在寒冷多雨的天气中等待着黑暗的掩护。趁着夜色，她去到乡下亲戚家，躲在床下。尽管如此，计生人员还是找到了她，据称还殴打她。他们让她睡了一晚。
6月2日冯建梅被带去医院。目击者报道称，四名大汉从家中带走冯建梅时，她的头给套上了头套。当天下午3时40分，冯建梅被注射引产针。
同一时间，计生人员也在和冯的丈夫沟通。6月1日，他们要求邓吉元第二天更改妻子的户籍类型，不然就要缴纳10万元的社会抚养费。一天之内更改户籍类型显然不可能。但邓吉元回到镇坪县前，讨价还价将罚款降至3万元（实际上他只能从工作单位借到1.8万元，希望凭借条可以先支付差额）。回家途中，邓收到短信，被要求立即支付升到4万的费用，而且“一分钱都不能少”。其他家属也收到类似短信。
在医院，两名男子强迫冯建梅在同意书上按指纹，签署授权堕胎的文件。她被带到手术室，在两名男子的束缚下被注射杀死胎儿的毒药。建梅后来对反对计划生育政策的美国组织“女童之声”说：“我无时不刻都能感受到宝贝在跳动，但之后她便安静下来了。”她怀胎已七月，按照中国法律，无论是否出于自愿，堕胎都是违法的。手术过程中家属都不在场。婴儿死于宫内缺氧后，冯建梅经过催产，于6月4日诞下死产女婴。建梅后来对女童之声表示：“比我第一次生孩子要痛苦得多。宝宝没有了生命，浑身青一块紫一块。”家人们到场时，死婴就放在建梅旁边，等待处置。
手术使建梅精神受创，愤怒的她砸碎了护士办公室的门和橱柜。一个礼拜后，吉元告诉《南华早报》：“我的妻子身体不是很好。她很伤心、苦恼，有时候很情绪化和困惑。”据报，引产数周後，冯患上严重头痛，多次自杀未遂。6月15日，建梅的一位叔叔告诉记者，她身体健康欠佳，不能进食。6月26日，还在住院的建梅患上头痛。她向记者表示自己想回家，但医院工作人员不让走。6月29日，家人表示建梅将在第二天出院。然而，她的病情恶化，直到7月10日才回家。
吉元向安康市信访局上访。一位副市长向他表示会进行调查，然而调查迟迟没有动静，吉元最终把家人的经历发上网。他后来告诉CNN：“我很生气，我想要正义”。同时，镇政府工作人员准备了一份声明，声称建梅签署堕胎的同意书时身心正常。

## 后续

### 报道疯传
冯建梅小姑、邓吉元妹妹邓吉彩事发当天便从湖北赶回老家，她用随身带着的相机拍嫂嫂。后来计生官员发现录像，要求她删掉。尽管如此，吉彩还是用手机偷拍了几张照片。6月11日，冯建梅躺在医院病床上，“目光呆滞地凝望着天花板”，身旁放着血淋淋的死婴尸体的照片在社交媒体新浪微博上发布，连同公布的还有当局威胁短信的照片。图片引起公愤，事件报道迅速蔓延。愤怒言论从全国各地涌入，纷纷指当局的行为是“暴行”，“等同于杀人”。评论不乏结束计划生育政策的要求，也有评论把案子归咎于地方官员腐败或城乡差距。尽管许多帖子迅速遭到删除，但新浪微博的照片到6月13日获得累计4万多条的评论，其中冯建梅的图片在6月15日获得最多的关注，话题“怀孕七月被迫流产”登上网站热搜榜榜首，用户评论累计100多万条。讨论还蔓延到其他媒体，其中网易迅速封锁了批评政府的帖子，防止进一步讨论。
因代表弱势群体打官司出名的人权律师张凯在他的博客上贴出了建梅的故事。当时有500多万人关注的中国博客主李承鹏读完故事，写道：“计划生育的目的是控制人口，但现在已经成了杀人灭口......如果这个邪恶的政策不废止，这个国家就不会有人性。”作家赵楚（Zhao Chu）将计划生育政策视作“利益导向的活动，人人诛之”。他写道：“这不是强制执行政策，而是对个人生存权利的剥夺。”携程旅行网总裁梁建章表示冯案“凶残、暴力”，“并不仅仅发生在陕西”，表示“废除荒唐的计划生育政策是根除这种邪恶的唯一办法。”
地方报纸《华商报》报道了冯的故事。6月12日，人权活动家黄琦也发布了报道和图片，该报道后来得到全国主流媒体转载。6月14日，官媒《环球时报》指出：“网上关于冯建梅强制引产事件的帖子，引发了把矛头指向镇坪政府的浪潮，挑起对国家计划生育政策的争论。”该报总编辑胡锡进在他的个人微博账号上“强烈反对野蛮强制引产”，认为计生执法需要改变。但他表示从总体上看计划生育政策是件好事，“全世界的资源养不起数十亿中国人”。
6月13日，法国新闻社的报道指建梅和她的死婴图片“引起中国举国哗然”。半岛电视台第二天也发表了冯的报道。第二天，英国广播公司、有线电视新闻网、《世纪报》等全球各大主流媒体也发表了有关报道。

### 政府反应
建梅遭强制引产的报道受到国内外强烈反响后，镇坪县政府否认了指控，表示引产是建梅请求做的，完全合法。县网站写道：“经乡镇官员多次调解，6月2日，冯建梅同意透过手术结束怀孕。”他们后来表示，建梅没有当地户口，夫妇俩不具备生育第二胎的资格。该声明后来被删除，搜索建梅名字的结果显示“错误”。几天后，地方计生官员袁芳表示，要求缴纳四万元实际上是“押金”，建梅递交完必要的文件后就会退还。
工作人员承认医院“执行”计划生育政策，对此“提供服务”，但否认强制引产是他们做的事之一，表示并不知道建梅事件的细节，认为“网络很可能夸大了她的事实”。之后的消息透露，曾家镇过去两年的生育配额屡次超标，遭到“黄牌”警告。2012年6月，决心摘牌的镇官员决定采取手段强制执法。
大约过了10天，陕西省人口和计划生育委员会展开了调查。两天后，调查组得出结论，认为建梅被迫引产实属非法，“这种做法严重违背了有关政策，损害了我们计划生育工作的形象，给社会造成极其恶劣的影响”。包括地方计生部门负责人在内的三名官员于6月14日被停职。安康市计生局一名工作人员表示：“基层同志并不愚蠢，但这是他们不得已做的工作......这是整个体制的问题。”
调查完成后，安康市政府承诺“启动严厉的法律追责和纪律处分程序”。6月14日，市政府正式道歉：“鉴于某些官员的非法行为严重伤害了建梅及其家属，我们谨此向他们和公众致歉”。同日，副市长杜寿平探望了住院的冯建梅，转达了市政府的“郑重道歉”：“希望我们能得到你的原谅。”，他在市政府网站上发布的声明中表示。中国政府也发布小册子，强调晚期堕胎是禁止的，孕妇的合法权益应该受到保护。
6月26日，调查结果公布。调查组得出结论，建梅由于持有非农村户口，不具备生育第二胎的权利。早在3月份，她就已经被告知要变更户籍登记。然而，建梅的权利遭到县官员的侵犯，索要4万元费用也没有合法依据。“事件表明部分基层官员法律意识淡薄，不关心人民福祉。”镇坪县计划生育局局长江能海和另一名官员被免职。另有五名政府官员和医院员工受到不同程度的惩罚。此外，县政府需要为冯建梅提供生活补助。
| 官员   | 原职务                           | 政务追责       | 党务追责         | 行政处罚 | 刑事处罚 |
| ------ | -------------------------------- | -------------- | ---------------- | -------- | -------- |
| 于延媚 | 镇坪县政府副县长（分管计生工作） | 行政记大过处分 | 无               | 无       | 无       |
| 江能海 | 镇坪县人口计生局局长             | 撤职           | 无               | 无       | 无       |
| 陈抨印 | 曾家镇镇党委副书记、镇长         | 撤职           | 无               | 无       | 无       |
| 袁昌勤 | 曾家镇人大主席                   | 无             | 党内严重警告处分 | 无       | 无       |
| 龙春来 | 曾家镇党委副书记、纪委书记       | 无             | 党内严重警告处分 | 无       | 无       |
| 张学松 | 曾家镇干部                       | 行政记大过处分 | 无               | 无       | 无       |
| 潘益山 | 镇坪县医院院长                   | 行政记大过处分 | 无               | 无       | 无       |

### 发起诉讼

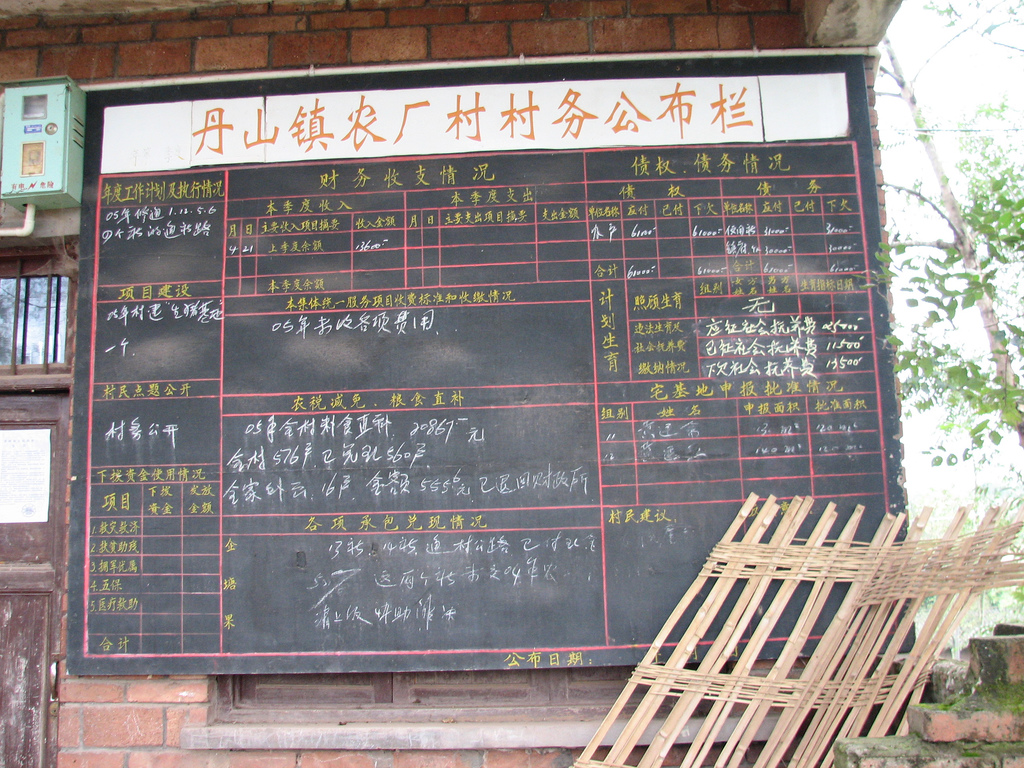
2005年9月，四川省资阳市雁江区丹山镇农厂村的村务公布栏上提到，2005年应征收的社会抚养费为2.5万元人民币。其中有1.15万元已经征收，尚有1.35万元未征收。

对于政府的行动，邓吉彩并不满意，她表示：“他们所做的只不过是惩办几位领导，对于把我的嫂嫂拉去强制引产负直接责任的人没有做任何事。他们没有追究任何人的刑事责任。”她还表示，后来骚扰她家人的人员和哥哥被殴打的事件都没有提及。
北京律师张凯告诉邓吉元，会重点向镇政府发起诉讼。他表示：“迫使怀孕七个月的女子堕胎是严重违法的，至少应该被看作有意、恶意的伤害。”张先生希望案件会引起人们重新审视中国的人口调控政策。6月29日，张凯正式宣布代表家属，同时寻求其他律师协助，希望刑事法庭审理案件。然而，他承认这样做很困难：“中国的计生部门凌驾于法律。”“即便他们做的事情是非法的，也很少负责任。”为了回应官司威胁，地方官员取消了原计划讨论生活津贴的会议，说等邓吉元回曾家镇再说。
谢雪法官告诉记者，强制引产不构成谋杀或绑架罪，但可能构成故意伤害罪。像冯建梅这样在引产后出现并发症的情形下，这种伤害可视为严重罪行，一经定罪可处于3到10年有期徒刑。不过，《华尔街日报》认为法律补救不太可能，最高人民法院2008年的决定指出，宪法具体规定不能作为诉讼的依据。此外，计划生育法也没有规定地方官员赔偿遭虐待的受害者。
7月2日，张凯正式要求安康市警方立案调查涉事官员。随后，邓吉元返家，决定与地方当局谈判。7月10日，家属同意庭外解决，索偿70600元。此外，如果冯建梅因堕胎染病，镇政府同意支付医疗费用。邓吉元表示：“我放弃了法律上诉，同意接受镇政府的赔偿”，“我们只希望回归平常的生活”。他补充道：“这本来就不是钱的问题。身为普通老百姓，我们不能再受到社会各界的压力。”张律师表示，家属放弃追究刑事指控，是因为当地执法部门不合作，“如果检察机关不履行（推动指控）的指责，这根本是不可能的。”一位官员告诉新华社，如果冯家日后遇到经济困难，政府承诺为他们经济援助，同时政府也负责邓吉元病中母亲的治疗。
张凯表示，补偿不能弥补一生的“精神痛苦”，7万块无法弥补一条逝去的生命。“‘满意’这个词根本不能和赔偿划等号。但这就是结果，我们只好接受。”中国社交媒体上反应也是褒贬不一，有人认为政府的处置手段太过宽松。国际活动人士表示，冯建梅案的解决只是结束计划生育政策斗争的开始，对华援助协会的傅希秋表示：“底线是还有成百上千冯建梅。”截至7月13日，家属还未收到许诺的赔偿，邓吉元告诉记者，他不确定赔偿会不会到来。

### 骚扰家属
冯建梅的故事流传后，冯家受到张吉元所说的“政府支持的骚扰”。邓吉元打算到北京和律师谈话并接受电视采访，骚扰便开始。邓吉彩说，“100多人和数十辆车阻止”他出门，那时“一名男子突然出现，踹了我哥哥的肚子。”吉元于6月22日接受德国《亮点》杂志采访后，政府的骚扰变本加厉，吉元声称无论他去到哪里，乃至洗手间，都会受到“当地官员和流氓”的跟踪。6月24日，他突然从公众视野中消失，直到6月26日才跟家里打电话报平安，但下落依然不明。
6月29日，吉元再次來到北京。他告诉记者是来北京寻求帮助的。他说，自己尝试逃离监禁无果，直到第三次才成功。第三次逃脱时，趁着看守他的人在打电话，吉元逃到一个朋友的家中，在他家呆了两天。为防止被人跟踪，他从手机中取出SIM卡和电池。他回忆：“我没有睡觉，也没换过衣服，不能冒险被捕。”他们租了一辆车开去北京。吉元回忆：“我认为火车站会有政府人员。”每当有警察走进，他都会下车步行，以防被发现。
其他家属据称也遭到政府官员的跟踪和骚扰。冯建梅所在医院外聚集大批示威者，他们手持“严厉打击驱逐叛逃者”的横幅。当地媒体报道称，这场抗议由地方政府组织。约十几名保安在冯建梅的病房外巡查两个星期，不管家属们去哪都会跟踪。邓吉彩说：“我们像是犯人一样。”家属的支持者声称当地官员在网上抹黑家属。“全家都很郁闷，压力很大”，吉彩说。6月26日，一位来访家属的车子被扎爆胎。陕西省政府发言人表示，地方政府骚扰的指控是毫无根据的传言。然而，独立研究员梁忠堂表示，寻求外界帮助的人们受到地方政府的骚扰很正常。他推断，镇政府是想阻止媒体进一步报道事件。7月13日，吉元表示他仍然担心家人们日后的安全：“事情冷却下来，大家不再关注我们时，街上仍有传言，他们（因同意堕胎受到惩罚的官员）可能会杀我的家人。”
后来，当被问道是否还想多要一个孩子时，冯建梅告诉《纽约时报》：“这取决于我的身体何时痊愈。对，如果我能恢复健康的话。”随着二胎政策于2015年全面放开，冯建梅于2015年9月1日在平利县医院生下小女儿邓思仪。

## 各界反应

### 官方回应及改革呼吁
6月27日，国家人口和计划生育委员会宣布将在全国范围内视察计划生育执行情况。期间将向19个省派驻10个视察组，检查各地办事处的做法。视察组负责解决争端和分发避孕药具。委员会王侠表示，视察重要性巨大，认为“纵使执法部门稍有闪失，都会损坏党和国家的形象。”她表示，视察的目标是“加强日常管理服务，避免使用暴力，防止行政执法部门滥权”。她特别强调了向违反政策者征收的“社会抚养费”。同时，委员会宣布，日后征收的罚款不再供地方级支出，而是纳入总资金。何亚福表示，此举是为了恢复受冯建梅强制引产事件严重破坏的公众信任。
2012年7月3日，国务院发展研究中心报纸《经济时报》刊登中心三位研究员致执政当局的公开信，呼吁“尽快调整”计划生育政策。他们建议“应该考虑向所有人开放两孩选择。”人口学家梁中堂表示该信可能是逐渐转变的开端，但突然转变是不大可能的。尽管这封信没有明确提到冯建梅，但是多家媒体都根据发生时间间隔将两个事件联系起来。《纽约客》专栏作家埃文·奥斯诺斯表示，在对冯建梅案的觉悟中，“改变中国计划生育政策的压力似乎越来越大”。7月5日，15名学者向全国人民代表大会发表聯署信，认为改变计划生育法律“势在必行”。信提到研究表明继续施行计划生育政策的经济后果，但侧重于人权问题，也提到了冯建梅的名字：“这些事件从背后凸显国家计划生育法律的明显限制和缺憾。”聯署人之一的梁建章告诉记者：“从经济角度来看，计划生育政策是不合理的。从人权角度看，这种做法更不合理。”

### 国际回应
冯建梅的苦难经历引发对中国强制引产和人口调控政策的高度关注。国际评论员强烈批评政府在事件中扮演的角色。非政府组织“女童之声”的柴玲表示：“冯建梅的故事表明计划生育政策每天都继续批准暴力对待妇女。”女权无边界（Women's Rights Without Frontiers）总裁雷吉·里特约翰（Reggie Littlejohn）表示：“但凡讲法律的政府都不会采用或容忍这种行为，应该起诉那些要负责任的人士危害人类罪。”基督教捍卫自由联盟在新闻稿中称冯建梅案“完全是危害人类罪”，要求美国政治领导人正式谴责这一行为。世界福音联盟对事件表示“愤慨”，要求中国政府“确保此类悲剧在未来不会发生。”
7月5日，欧洲议会通过决议，谴责对待冯建梅的手段和各种强制引产，“特别是计划生育政策下的”。决议还要求将强制引产列入下次与中国进行的双边人权对话的议程。此外，部分欧洲议会议员还要独立调查中国的堕胎和杀婴问题。几天后，欧洲议会议员罗杰泽·彼得勒认为中国的计划生育法律违反了联合国在国际人口和发展会议上列出的规定。他表示，议会通过决议，让欧盟委员会“明令授权”撤回任何可能协助中国展开胁迫行为组织的资金，并特别指出国际计划生育联合会和玛丽·斯特普国际组织是潜在目标。
7月9日，美国众议院人权委员会就冯建梅事件举行计划生育政策听证会。委员会主席克里斯·史密斯在开幕词中，称计划生育政策是“‘美丽新世界’的梦魇……妇女们心灵受创，女孩成为性别选择性堕胎的受害者……大多数儿童在没有兄弟姐妹、姨妈叔叔和表兄弟妹的情形下成长。”他说，多亏了冯建梅，人们“终于看清中国计划生育政策的可怕现实。”国会议员约瑟夫·皮茨表示同意：“似乎中国正在达成改变政策的共识。”委员会证人发出大量呼吁，包括限制联合国人口基金支出，鼓励在华美国公司的下属机构拒绝配合中国的计划生育工作。

### 国际媒体报道
冯建梅案成为报纸社论从大局上批判中国计划生育政策和强制引产的焦点。计划生育政策反对者表示该案是废除规定进程中的潜在转折点。6月26日，路透社表示报道引燃了“遍及全国和全球世界的沙尘暴”，认为“中国和国际媒体所描绘的冯建梅强制引产事件是某些官员贸然违反中国法律，采取极端措施控制中国人口的佐证。”《华尔街日报》的报道表示案件“戏剧化计划生育政策的恶名。”事件促使《纽约客》专栏作家埃文·奥斯诺斯撰写《中国的强制堕胎和政治》（Abortion and Politics in China）的专题文章。奥斯诺斯表示，“冯的案子体现出中国公众生活中一些最为煽动性的议题”，包括金钱、政府腐败、户籍制度，当然还有计划生育，“这个案子是共产党为什么确实有理由畏惧互联网的戏剧性示范。”
6月23日，《经济学人》杂志刊文报道中国的计划生育政策，聚焦于冯建梅和互联网改变中国的权力力度。文章作者写道：“即便只是三年前，冯女士的痛苦遭遇也可能会被忽视……但她的亲属将图片上传到互联网上，很快微博将它们传遍全国数百万人。”中国人权捍卫者研究员王松连（Wang Songlian）表示，互联网确实促成对冯建梅案的讨论，但她说案中官员受到的惩罚是“孤立的”，“政府官员在采用暴力，强制执行政策方面事实上是对外界免疫。我们没有看到在官员问责方面有任何重大改变。”
6月22日，《澳洲人报》发表社论批驳计划生育政策，表示冯建梅案“是中国长期人口控制制度付出可怕代价的小例子”。6月25日，《先驱太阳报》发表社论，从总体上审视计划生育，表示冯建梅“使强制人口限制的结局人格化”。
几位评论员将冯建梅与大约在同一时间成为中国首位女航天员的刘洋作比较。6月17日，“茶叶国度”（Tea Leaf Nation）发表题为《网民对中国女性天壤之别的反应》（"Netizens Reflect As One Chinese Woman Touches Heaven, Another Hell"）。这篇报道关注在新浪微博上广泛流传的冯建梅与刘洋的对比照，认为“这两位女性命运的鲜明对比，是这个国家撕裂现状的最清晰例证。”该帖很快被知名博主韩寒转发。到政府删除两篇帖子时，头24小时的转发次数已经达到7万次。《国际先驱论坛报》立刻转发了这篇报道，表示：“这个周末，可怕的堕胎事件反衬着中国首位女航天员的成功登天。对两位女性境遇的伤感讽刺并非未被中国网民注意到。”两天后，《环球邮报》（Global Post）发表报道，并评论：“留给新浪微博的工作，是辨别什么是最重要的，”认为两篇新报道的并举“强调了中国当前受困扰且矛盾的状态......有些中国女性登上太空，其他的则被注射，未出生的孩子被杀害。”
记者安德鲁·布尔特借冯建梅案批驳澳大利亚的堕胎现象。他写道：“邓吉元让北京的暴君蒙羞，但也让我们蒙羞。”他将冯建梅的强制引产和澳大利亚的著名案件进行比较，总结出主要的区别是冯建梅孩子的照片。
亚洲时报在线在题为《中国对计划生育上瘾》（"China's addiction to birth planning"）的社论中提到冯建梅的遭遇。作者彼得·李（Peter Lee）认为，镇政府投入许多资源劝说冯建梅“让人觉得厌烦”，并援引一位工作人员的说法：“那天，许多镇级领导和相关的工作人员都去（把冯建梅送去医院）。”他总结称，案件为证明至少有些中国领导人急于结束计划生育政策提供了强有力的证据。相比之下，《半岛日报》的社论认为案子表明中国领导人逐渐失去掌控地方官员的能力。
何亚福表示该争议损害了计划生育的形象。记者法雷德·扎卡里亚表示，有迹象表明中国政府正在软化规则，注意到大批知名人士大声反对冯建梅强制引产。他写道：“即便在几年前，都只有非常勇敢的中国思想家才会把这个问题公开提出来。”然而，他说在领导层发生改变之前，正式改变政策不大可能，就算那之后都“需要很大的勇气”。
7月17日，《赫芬顿邮报》表示案子“在中国吸引了民众的想象力，体现出更广泛的体制问题。”美国的反堕胎运动人士与堕胎合法化人士都提到了冯建梅案。对于反对派而言，案子意味着“美国或许有可能出现‘联邦认可’的堕胎”，支持者则认为“一开始应该让（冯）作出选择”。